# Entre pobretones y ricachones
Entre pobretones y ricachones es una película de comedia mexicana de 1973 escrita y dirigida por Fernando Cortés y protagonizada por Los Polivoces junto a las actrices, Rosángela Balbó y Lucy Tovar.

## Trama
El patrón Mostachón explota al obrero Wash and Ware hasta que le avisan que un tío le heredó una fortuna. Para recibirla debe permanecer unos días en una casona. El mostachón ofrece acompañarlo pero lo hace firmar un documento donde le cede noventa por ciento de la herencia. Otros parientes están en la casa y tratan de matarlo para quedarse con su dinero, pero con la astucia de El mostachón tratara de evitarlo.

## Reparto
- Enrique Cuenca como El Mostachon / Don Chupe
- Eduardo Manzano como El Wash & Wear / El Zopilote Vengador
- José Yedra como Gumaro Piña
- Rosángela Balbó como Sofía Guadarrama
- Lucy Tovar como Lupita
- Héctor "Cholo" Herrera  como Lic. Héctor Herrera
- Carlos Riquelme como Jimenitos
- Antonio Bravo como Sigfrido Piña
- Hortensia Clavijo como Godofreda (Las Kukaras)
- Lucha Palacios como Esposa del Mostachon (Las Kukaras)
- Julián de Meriche como Tío Elías Piña
- Carlos Bravo y Fernández como Fantomas, criado (Carl-hillos)
- Bernardina Green como Empleada amante de Mostachon con pelo negro
- Víctor Manuel Castro como Notario
- Alfonso Zayas como Lupercio, mayordomo
- Jorge Zamora "Zamorita" como El Jimmy, chofer
- Alicia del Lago como Rosalinda, recamarera (no acreditada)
- Nathanael León "Frankenstein" como Luchador (no acreditado)
- Ángela Rodríguez como Secretaria (no acreditada)
- Ramón Valdés (no acreditado)
- Gerardo Zepeda como Luchador (no acreditado)